# 暁産業
暁産業 株式会社（あかつきさんぎょう）は、福井県福井市にある日本の防災機器販売会社である。

## 沿革
- 1949年 - 荒木克己により発足
- 1951年 - 株式会社に改組
- 1952年 - 福井ポンプ商会を吸収合併
- 1995年 - 「トルネックス」正規代理店に
- 2004年 - シャープ太陽光発電特約店に

## 事業所
- 敦賀営業所 - 福井県敦賀市
- サービスセンター - 福井県福井市
- テクノポート 福井営業所 - 福井県坂井市

## 不祥事
パワハラ自殺
2010年10月、当時19歳の社員が上司2人からのパワハラを苦に自殺。2012年7月には、福井労働基準監督署は労災を認定。2014年12月、福井地方裁判所はパワハラと自殺との因果関係を認め、7,200万円の損害賠償の支払いを命じた。なお、当社はこの件により、2015年度のブラック企業大賞特別賞を受賞した。